# Frontière entre la Nouvelle-Zélande et les Samoa
La frontière entre la Nouvelle-Zélande et les Samoa est une frontière, entièrement maritime, séparant les Tokelau et les Samoa, dans l'océan Pacifique. Le segment fait à peine 50 km.
En 2021, aucun traité n'établit précisément de tracé, une situation encore très fréquente dans le Pacifique.
Pour définir les zones économiques exclusives respectives, la ligne de base est établie jusqu'à 200 milles marins (370,42 km) de ses côtes au maximum et les zones se recoupent sur une ligne d'équidistance basée sur la définition du trait de côte.
La ligne sépare l'île samoane de Savai'i face à l'atoll d'Atafu.
Les extrémités de cette frontière sont deux tripoints :
- Au nord, une jonction avec Wallis-et-Futuna, territoire français : le point se trouve à 175 nm de chaque île sachant que la frontière entre la France et la Nouvelle-Zélande fait l'objet d'un traité signé en 2003.
- Au sud, une jonction avec les Samoa américaines, territoire américain, en prenant en compte l'île d'Swains: le point à environ 115 nm de chaque île sachant que la frontière entre les États-Unis et la Nouvelle-Zélande fait lui aussi l'objet d'un traité signé en 1980.

Le tracé suivrait donc un segment de ligne entre les points 10° 55′ S, 174° 15′ O et 11° 02′ 17″ S, 173° 44′ 48″ O sur une distance de 33 nm .
Plusieurs discussions sont en cours, notamment en 2019, au sein du Forum des îles du Pacifique pour aboutir à un traité officiel, avec un objectif pour les Samoa de finaliser les traités avant 2025. Un des enjeux est une meilleure précision vu la différence d'échelle entre la côte de Savai’i (57 km) et celle d'Atafu (5 km).